# Fire (album Marka Bilińskiego)
Fire – szósty album polskiego muzyka i kompozytora, Marka Bilińskiego, wydany 31 marca 2008.
Płyta zawiera 9 kompozycji, od elektronicznych brzmień, których źródeł należy szukać w rocku progresywnym do przestrzennych, lirycznych dźwięków fortepianu.

## Lista utworów
1. „Szalony koń” – 5:05
2. „Czad” – 4:45
3. „Ostrze ognia” – 7:43
4. „Kwiaty krwi” – 7:53
5. „Strumień iskier” – 4:31
6. „Wielkie łowy” – 4:09
7. „Błyski kolorów I” – 4:53
8. „Gdzie rodzą się gwiazdy” – 5:22
9. „Błyski kolorów II” – 5:01

## Twórcy
- Marek Biliński – instrumenty klawiszowe